# Мексиканская королевская змея
Мексиканская королевская змея (Lampropeltis mexicana) — неядовитая змея семейства ужеобразных (Calubridae).
Общая длина достигает 0,9—1 м. Иногда достигает 1,8—2 м. Голова несколько вытянутая, сжатая с боков. Туловище стройное, крепкое. Окраска очень изменчива. Основной цвет серый или коричневый. На голове присутствует тёмный рисунок в форме буквы «У». По всему туловищу располагаются четырёхугольные или седловидные пятна красного и/или чёрного цвета с белой каймой. Брюхо тёмно- или светло-серого цвета, иногда хвост снизу красный.
Любит засушливые горные районы. Активна ночью. Питается ящерицами, грызунами и змеями.
Это яйцекладущая змея. Самка откладывает до 15—18 яиц.
Обитает на северо-западе Мексики: провинциях Тамаулипас, Нуэво-Леон, Коауила, Сакатека. Встречается также в штате Техас (США).

## Подвиды
- Lampropeltis mexicana mexicana
- Lampropeltis mexicana leonis
- Lampropeltis mexicana greeri
- Lampropeltis mexicana thayeri